# Stenorumia duplicilinea
Stenorumia duplicilinea är en fjärilsart som beskrevs av George Francis Hampson 1895. Stenorumia duplicilinea ingår i släktet Stenorumia och familjen mätare. Inga underarter finns listade i Catalogue of Life.